# Spariolenus secundus
Spariolenus secundus är en spindelart som beskrevs av Jäger 2006. Spariolenus secundus ingår i släktet Spariolenus och familjen jättekrabbspindlar.
Artens utbredningsområde är Oman. Inga underarter finns listade i Catalogue of Life.